# Yury Kavalyow
Yury Kavalyow (en bielorruso: Юрый Кавалёў; Byalynichy, 27 de enero de 1993) es un futbolista bielorruso que juega en la demarcación de centrocampista para el FC Baltika Kaliningrad de la Liga Premier de Rusia.

## Selección nacional
Tras jugar en la selección de fútbol sub-17 de Bielorrusia, la sub-19, la sub-21, finalmente el 10 de octubre de 2017 hizo su debut con la selección absoluta en un encuentro de clasificación para la Copa Mundial de Fútbol de 2018 contra Francia que finalizó con un resultado de 2-1 a favor del combinado francés tras los goles de Antoine Griezmann y Olivier Giroud para Francia, y de Anton Saroka para Bielorrusia. Su primer gol para la selección llegó contra San Marino en la Liga de Naciones de la UEFA 2018-19.

### Goles internacionales
| # | Fecha                   | Estadio                                 | Oponente   | Gol | Resultado | Competición                         |
| - | ----------------------- | --------------------------------------- | ---------- | --- | --------- | ----------------------------------- |
| 1 | 8 de septiembre de 2018 | Estadio Dinamo, Minsk, Bielorrusia      | San Marino | 5–0 | 5-0       | Liga de Naciones de la UEFA 2018-19 |
| 2 | 18 de noviembre de 2024 | Estadio Hristo Botev, Plovdiv, Bulgaria | Bulgaria   | 1–1 | 1-1       | Liga de Naciones de la UEFA 2024-25 |

## Clubes
| Club                   | País        | Año       | Partidos | Goles |
| ---------------------- | ----------- | --------- | -------- | ----- |
| FC Shakhtyor Soligorsk | Bielorrusia | 2012-2019 | 225      | 24    |
| PFC Arsenal Tula       | Rusia       | 2020-2021 | 18       | 1     |
| FC Arsenal-2 Tula      | Rusia       | 2021      | 3        | 2     |
| FC Orenburg            | Rusia       | 2021-2024 | 71       | 6     |
| FC Baltika Kaliningrad | Rusia       | 2024-     | 38       | 3     |

## Palmarés

### Campeonatos nacionales
| Título              | Club                   | País        | Año  |
| ------------------- | ---------------------- | ----------- | ---- |
| Copa de Bielorrusia | FC Shakhtyor Soligorsk | Bielorrusia | 2014 |
| Copa de Bielorrusia | FC Shakhtyor Soligorsk | Bielorrusia | 2019 |